# イルンガ・マカブ
イルンガ・マカブ（Ilunga Makabu、男性、1988年11月8日 - ）は、コンゴ民主共和国 (旧国名 : ザイール) のプロボクサー。カナンガ出身、ヨハネスブルク在住。元WBC世界クルーザー級王者。
弟のマーティン・バコーレもプロボクサー。

## 来歴
2008年6月20日、プロデビューを果たすが初回29秒TKO負けを喫し白星デビューを飾れなかった。
2011年11月19日、ペドロ・オタスとWBF世界クルーザー級王座決定戦で対戦し11回2分54秒TKO勝ちを収め王座獲得に成功した。
2013年2月16日、ケンプトン・パークのエンペラーズ・パレスでゴリタ・ゴルギランゼとIBF世界クルーザー級ユース王座決定戦で対戦し4回1分49秒TKO勝ちを収め王座獲得に成功した。
2013年7月13日、モンテカルロのサルデ・ゼトワールでWBC世界クルーザー級シルバー王座決定戦でドミトロ・クーチャーと対戦し12回2-0(115-113、114-114、115-114)の判定勝ちを収め苦戦しながらも王座獲得に成功した。
2013年8月31日、エンペラーズ・パレスでエリック・フィールズと対戦し5回1分59秒KO勝ちを収め初防衛に成功した。
2014年6月28日、キンシャサのグランド・ホテル・デ・キンシャサでWBCインターナショナルクルーザー級王座決定戦で元IBF世界ライトヘビー級王者グレンコフ・ジョンソンと対戦し9回2分40秒TKO勝ちを収め王座獲得に成功した。
2015年5月16日、サビソ・ムチュヌとWBC世界クルーザー級指名挑戦者決定戦を行い途中の公開判定では0-2(95-96、95-95、94-97)とリードを許すが、11回1分56秒逆転KO勝ちでグリゴリー・ドロストへの挑戦権獲得に成功した。
2015年11月4日、ロシアでWBC世界クルーザー級王者のグリゴリー・ドロストと対戦する予定だったが、ドロストがトレーニング中に負傷したため延期となった。
2016年4月8日、モスクワのルジニキ・パレス・オブ・スポーツで延期になっていたWBC世界クルーザー級王者グリゴリー・ドロストと対戦し王座獲得を目指す予定だったが、ドロストがスパーリング中に再び負傷したため中止になった。
2016年3月16日、WBCは上記の負傷を理由に指名試合が行えなくなったWBC世界クルーザー級王者のドロストを休養王座に認定し正規王座を空位にした。その空位の王座決定戦でWBC世界クルーザー級1位のマカブと同級8位のトニー・ベリューと対戦するように発令した。
2016年5月29日、リヴァプールのグディソン・パークでWBC世界クルーザー級8位のトニー・ベリューとWBC世界同級王座決定戦を行い初回にダウンを奪うも3回にダウンを奪い返されて失神しそのままレフェリーストップ。3回1分20秒の逆転TKO負けを喫し王座獲得に失敗した。
2019年9月30日、ドン・キングと契約した。
2020年1月31日、キンシャサでミハル・チェスラックとWBC世界クルーザー級王座決定戦を行い、12回判定勝ちを収め王座獲得に成功した。
2022年1月29日、オハイオ州ウォーレンでサビソ・ムチュヌと再戦し、12回判定勝ちを収め2度目の防衛に成功した。
2023年2月26日、サウジアラビア・ディルイーヤのディルイーヤ・アリーナにてジェイク・ポール vs. トミー・フューリーの前座でバドゥ・ジャックと対戦し、12回TKO負けを喫し3度目の防衛に失敗、王座から陥落した。
2023年11月4日、フロリダ州・マイアミのカジノ・マイアミ・ハイアライにてWBC世界クルーザー級1位のノエル・ゲボールとWBC世界同級王者バドゥ・ジャックの休養王座認定に伴うWBC世界同級王座決定戦を行い、3回1分TKO負けを喫し王座返り咲きに失敗した。

## 獲得タイトル
- WBF世界クルーザー級王座
- IBF世界クルーザー級ユース王座
- WBC世界クルーザー級シルバー王座
- WBCインターナショナルクルーザー級王座
- WBC世界クルーザー級王座（防衛2）